# Ropstvo u Africi
Ovaj članak govori o sistemima, istoriji i efektima ropstva u Africi. Pogledajte arapsku trgovinu robovima, atlantsku trgovinu robovima, Maafa i ropstvo u savremenoj Africi za druge diskusije.
Ropstvo  je istorijski bilo široko rašireno u Africi, i dalje traje i danas u nekim zemljama.
Sistemi služenja i ropstva bili su uobičajeni u delovima Afrike, kao što su bili u većem delu drevnog sveta. U mnogim afričkim društvima u kojima je ropstvo bilo prevalentno, porobljeni ljudi nisu tretirani kao pokretna imovina, već su im bila data određena prava u sistemu sličnom pogodbenom služenju drugde u svetu. Kada je počela arapska trgovina robljem i atlantska trgovina robljem, mnogi lokalni robovski sistemi počeli su da snabdevaju zarobljenike za tržišta robova van Afrike.
Ropstvo je tokom istorije u Africi praktikovano u mnogo različitih oblika: dužničko ropstvo, porobljavanje ratnih zarobljenika, vojno ropstvo, ropstvo za prostituciju i ropstvo kriminalaca, praktikovani su u raznim delovima Afrike. Ropstvo za domaće i dvorske svrhe bilo je rasprostranjeno u celoj Africi. Plantažno ropstvo se javljalo prvenstveno na istočnoj obali Afrike i u delovima Zapadne Afrike. Važnost domaćeg plantažnog ropstva povećala se tokom 19. veka zbog ukidanja atlanske trgovine robljem. Mnoge afričke države zavisne od međunarodne trgovine robovima preusmerile su svoje ekonomije na legitimnu trgovinu baziranu na robovskoj radnoj snazi.

## Forme ropstva
Tokom afričke istorije postojali su višestruki oblici ropstva i bili su oblikovani autohtonim praksama ropstva kao i rimskom institucijom ropstva (i kasnijim hrišćanskim pogledima na ropstvo), islamskim institucijama ropstva putem arapske trgovine robljem, i na kraju atlantskom trgovinom robovima. Ropstvo je bilo deo ekonomske strukture afričkih društava kroz vekove, mada je obim varirao. Ibn Batuta, koji je sredinom 14. veka posetio drevno kraljevstvo Mali, pripoveda da su se lokalni stanovnici međusobno rangirali u pogledu broja robova i sluga u svom posedu, a da mu je dat dečak rob kao „poklon gostoprimstva”. U podsaharskoj Africi robovlasnički odnosi su često bili složeni, s pravima i slobodama koji su davani pojedincima držanim u ropstvu i ograničenjima na prodaju i postupanje od strane njihovih gospodara. Mnoge zajednice su imale hijerarhiju između različitih vrsta robova: na primer, razlikujući one koji su rođeni u ropstvu i one koji su zarobljeni ratom.

„Robovi u Africi, pretpostavljam, skoro su u proporciji od tri na jednog slobodnog čoveka. Oni ne traže nagradu za svoje usluge, osim hrane i odeće, i prema njima se postupa ljubazno ili strogo, u zavisnosti od dobre ili loše dispozicije njihovih gospodara. Običaji su, međutim, uspostavili određena pravila u pogledu postupanja sa robovima, za koja se smatra da bi ih bilo nečasno kršiti. Stoga se sa domaćim robovima, ili onima koji su rođeni u vlasnikovoj kući, postupa sa više ležernosti nego sa onima koji su kupljeni za novac. ... Ali ove restrikcije moći gospodara se ne primenjuju na brigu o ratnim  zarobljenicima, niti na robove kupljene novcem. Sva ta nesrećna bića smatraju se strancima i tuđincima, koji nemaju pravo na zaštitu zakona, i mogu se oštro tretirati, ili prodati strancu, u skladu sa voljom njihovih vlasnika.”

Travels in the Interior of Africa, 
Oblici ropstva u Africi bili su usko povezani sa srodničkim strukturama. U mnogim afričkim zajednicama, gde zemljište nije moglo biti u vlasništvu, porobljavanje pojedinaca koristilo se kao sredstvo za povećanje uticaja koji je neko imao i za proširivanje veza. To je robove učinilo stalnim delom gospodareve loze i deca robova mogla bi da budu usko povezana širim porodičnim vezama. Deca robova rođena u porodicama mogla su da budu integrisana u vlasnikovu rodbinsku grupu i da se podignu na istaknute položaje u društvu, čak i na nivo poglavara u nekim slučajevima. Međutim, stigma je često ostala naglašena i mogla su da postoje stroga razgraničenja između robovskih članova neke rodbinske grupe i onih koji su vezani za gospodara.

### Imovinsko ropstvo
Imovinsko ropstvo je specifičan odnos robovanja u kojem se rob tretira kao vlasništvo. Kao takve, vlasnik je slobodan da proda, trguje ili tretira roblje kao i druge stvari, i deca robova se često zadržavaju kao vlasništvo gospodara. Postoje dokazi o dugoj istoriji pokretno imovinskog ropstva u dolini reke Nil i severnoj Africi, ali je evidencija nepotpuna o opsegu i praksi imovinskog ropstva na većem delu kontinenta pre pismenog zapisa arapskih ili evropskih trgovaca..

### Kućna služba
Mnogi robovski odnosi u Africi imaju u osnovi domaće ropstvo, gde bi robovi radili prvenstveno u kući gospodara, ali zadržavali neki vid slobode. Domaći robovi mogli bi se smatrati delom domaćinstva gospodara i ne bi bivali prodavani bez ekstremnog razloga. Robovi su mogli da poseduju prihod od svog rada (bilo u zemlji ili u proizvodima), a u mnogim slučajevima su se mogli venčati i proslediti zemlju svojoj deci. 

### Zaloga
Zaloga, ili dužničko ropstvo, obuhvata upotrebu ljudi kao kolaterala radi otplate duga. Robovski rad obavlja dužnik, ili srodnik dužnika (obično dete). Zaloga je bila uobičajeni oblik kolaterala u zapadnoj Africi. To je uključivalo zalog neke osobe ili člana porodice te osobe da bi se služilo drugom licu koje daje kredit. Zaloga je u većini konceptualizacija bila slična, premda različita od ropstva, jer bi aranžman mogao da uključuje ograničene, posebne uslove pružanja usluge i zato što bi srodničke veze štitile osobu od prodaje u ropstvo. Zaloga je bila uobičajena praksa u zapadnoj Africi pre evropskog kontakta, uključujući narode Akana, Eve, Ga, Joruba i narod Edo (u modifikovanim oblicima, postojala je i među narodima Efik, Igbo, Idžo i Fon). 

### Vojno ropstvo
Vojno ropstvo podrazumevalo je nabavku i obuku regrutnih vojnih jedinica koje bi zadržavale identitet vojnih robova čak i nakon služenja. Grupama vojnika robova upravljao bi Patron, koji bi mogao biti šef vlade ili nezavisni vojni diktator, i koji bi angažovao svoje trupe za novac i sopstvene političke interese.
Ovo je bilo najznačajnije u dolini Nila (pre svega u Sudanu i Ugandi), sa robovskim vojnim jedinicama koje su organizovale razne islamske vlasti, i sa ratnim vođama zapadne Afrike.
 Vojne jedinice u Sudanu formirane su u 1800-im putem velikih vojnih racija na području koje je u današnje veme obuhvaćeno zemljama Sudan i Južni Sudan.
Štaviše, značajan broj muškaraca rođenih između 1800. i 1849. u zapadnoafričkim regionima (danas Gana i Burkina Faso) otet je da bi kao robovi služili u vojsci u Holandskoj Indoneziji. Zanimljivo je da su ti vojnici bili u proseku 3 cm viši od ostalog stanovništva zapadne Afrike. Nadalje, podaci su pokazali da su Zapadnoafrikanci bili niži od severnih Europljana, ali gotovo jednake visine kao južni Evropljani. To je uglavnom bila posledica kvaliteta ishrane i zdravstvene zaštite.

## Literatura
- Church Missionary Society (1869). The slave trade of east Africa. London: Church Missionary Society.
- Faragher, John Mack; Buhle, Mari Jo; Czitrom, Daniel; Armitage, Susan (2004). Out of Many. Pearson Prentice Hall. стр. 54. ISBN 978-0-13-182431-7.
- Newton, John (1788). Thoughts upon the African Slave Trade. London: J. Buckland and J. Johnson. at Wikisource
- Reynolds, Edward (1985). Stand the Storm: A History of the Atlantic Slave Trade. London: Allison and Busby.
- Savage, Elizabeth, ур. (1992). The Human Commodity: Perspectives on the Trans-Saharan Slave Trade. London.
- Wright, Donald R. „History of Slavery and Africa”. Online Encyclopedia. Архивирано из оригинала 2. 4. 2007. г.
- Kwokeji, G. Ugo (2011). „Slavery in Non-Islamic West Africa, 1420–1820”.  Ур.: David Eltis and Stanley Engerman. The Cambridge World History of Slavery, Volume II.
- Robert C. Davis (decembar 2003). Christian Slaves, Muslim Masters: White Slavery in the Mediterranean, the Barbary Coast and Italy, 1500–1800. London: Palgrave Macmillan. ISBN 978-0333719664. Приступљено 15. 5. 2015.
- Willie F. Page, Facts on File, Inc. (2001). Encyclopedia of African History and Culture: African kingdoms (500 to 1500), Volume 2. Facts on File. стр. 239. ISBN 978-0816044726.
- Harms, Robert W. (1981). River of Wealth, River of Sorrow: The Central Zaire Basin in the Era of the Slave and Ivory Trade, 1500-1891. New Haven: Yale University Press. ISBN 978-0300026160.
- Harms. River of Wealth, River of Sorrow.
- Meillassoux, Claude (1991). The Anthropology of Slavery: The Womb of Iron and Gold. Chicago: University of Chicago Press.
- Humphrey J. Fisher (2001). Slavery in the History of Muslim Black Africa. Hurst & Company. ISBN 978-1-85065-524-4. Приступљено 31. 5. 2012.